# Transhumanca
Transhumanca ili transhumantno stočarstvo (prema fra. transhumant, od trans- + lat. humus - zemlja) predstavlja sezonsko kretanje ljudi i stoke između stalnih ljetnih i zimskih pašnjaka koje je tipično za Sredozemlje. Primjenjuje se najčešće u ovčarstvu, a obuhvaća dva smjera kretanja, tijekom toplijeg dijela godine odlazi se u viša planinska područja, a u hladnijem djelu godine spušta se u nizinske, dolinske krajeve. Stočari uglavnom imaju stalno boravište u nižim područjima. Tijekom ispaše u planinama žive u sezonskim naseljima gdje se bave i poljodjelstvom.
U Hrvatskoj, ovaj se oblik stočarstva prakticirao u Lici, Primorju i unutrašnjosti Dalmacije. Lički pastiri su od lipnja do srpnja boravili na velebitskim pašnjacima, a zbog oštre klime zimi bi se spuštali u Primorje. Primorski stočari su u proljeće odlazili u podgorje Velebita gdje su obrađivali zemlju, a ljeti bi stoku vodili na ispašu u nadgorje, iznad 1000 metara nadmorske visine da bi se u jesen vraćali u stalna naselja. U Zagori i Ravnim kotarima pastiri bi u skupinama odlazili sa stadima do sezonskih naselja u južnom Velebitu, Biokovu ili Dinari. U sezonskim se naseljima prikupljalo mlijeko od kojeg se poslije pravio sir.

## Vanjske poveznice
- transhumantno stočarstvo Hrvatska enciklopedija